# Gabriella av Monaco
Gabriella av Monaco, grevinna av Carladès, Gabriella Thérèse Marie Grimaldi, född 10 december 2014 i Monacos huvudstad Monaco, är en monegaskisk prinsessa och dotter till fursteparet Albert och Charlene. Hon är nummer två i den monegaskiska tronföljden. Gabriella är född två minuter före sin tvillingbror Jacques som är tronarvinge. Hon är även halvsyster till Jazmin Grace Grimaldi och Alexandre Coste som är furst Alberts barn från tidigare förhållanden.